# ریچارد دراگون
ریچارد دراگون (به انگلیسی: Richard Dragon) یک شخصیت خیالی کمیک است که توسط نویسنده دنیس اونیل و طراح جیم بری خلق شده‌است و برای اولین بار در رمان مشت‌های اژدها (۱۹۷۴) با نام مستعار جیم دنیس معرفی شد. دنیس اونیل بعدها این شخصیت را برای حضور در کتاب‌های کامیک منتشر شده توسط دی‌سی کامیکس به‌عنوان مبارزی کونگ‌فوکار مطابقت داد.
دراگون سارقی است که در زمینهٔ هنرهای رزمی تعلیم دیده است و تصمیم به استفاده از توانایی‌هایش در راه‌های خوب می‌گیرد. او در کنار بتمن، برنز تایگر و لیدی شیوا، به‌عنوان یکی از برترین رزمی‌کاران دنیای دی‌سی به شمار می‌رود.